# Santos Isasa y Valseca
Santos Isasa y Valseca (Montoro, 1822 – Madrid, 18 de diciembre de 1907) fue un abogado y político español que llegó a ocupar el cargo de ministro de Fomento, gobernador del Banco de España y la presidencia del Tribunal Supremo durante la regencia de María Cristina de Habsburgo-Lorena.

## Biografía
Catedrático de Historia de las Instituciones de la Edad Moderna en la Escuela Superior de Diplomática desde 1857, inició su carrera política como diputado por Córdoba en las elecciones de 1863, escaño que mantendría en las sucesivas elecciones celebradas hasta 1893. 
El 17 de mayo de 1874 Santos Isasa fue nombrado secretario general del Ministerio de Gracia y Justicia, en medio de una remodelación completa del ministerio de Justicia. Ese mismo día otro montoreño, Feliciano Ramírez de Arellano fue ascendido a Jefe de Sección del mismo ministerio.
En 1895 fue nombrado gobernador del Banco de España y en 1896 resultó elegido senador por Córdoba, pasando en 1898 a ser senador por derecho propio.
Fue ministro de Fomento entre el 5 de julio de 1890 y el 23 de noviembre de 1891 en un gobierno que presidió Antonio Cánovas del Castillo y presidente del Tribunal Supremo entre 1895 y 1901.
Asimismo fue gobernador de Cádiz.